# La Pedraja de Portillo
La Pedraja de Portillo is een gemeente in de Spaanse provincie Valladolid in de regio Castilië en León met een oppervlakte van 56,77 km². La Pedraja de Portillo telt 1.151 inwoners (1 januari 2016).